# Aeropuerto Internacional de Laredo

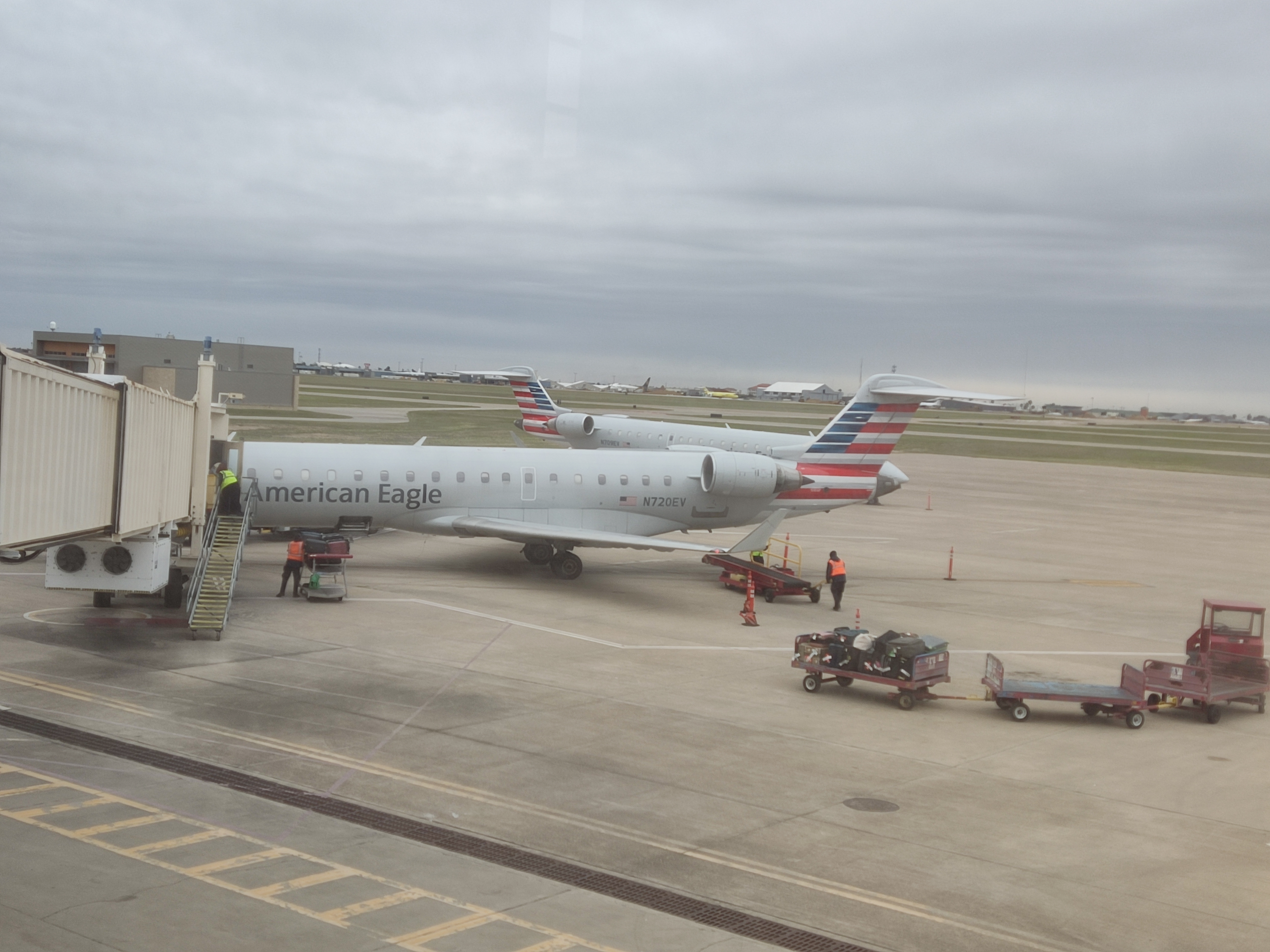
2 aviones Bombardier CRJ-701ER de SkyWest operados para American Airlines (N709EV & N720EV) en plataforma.

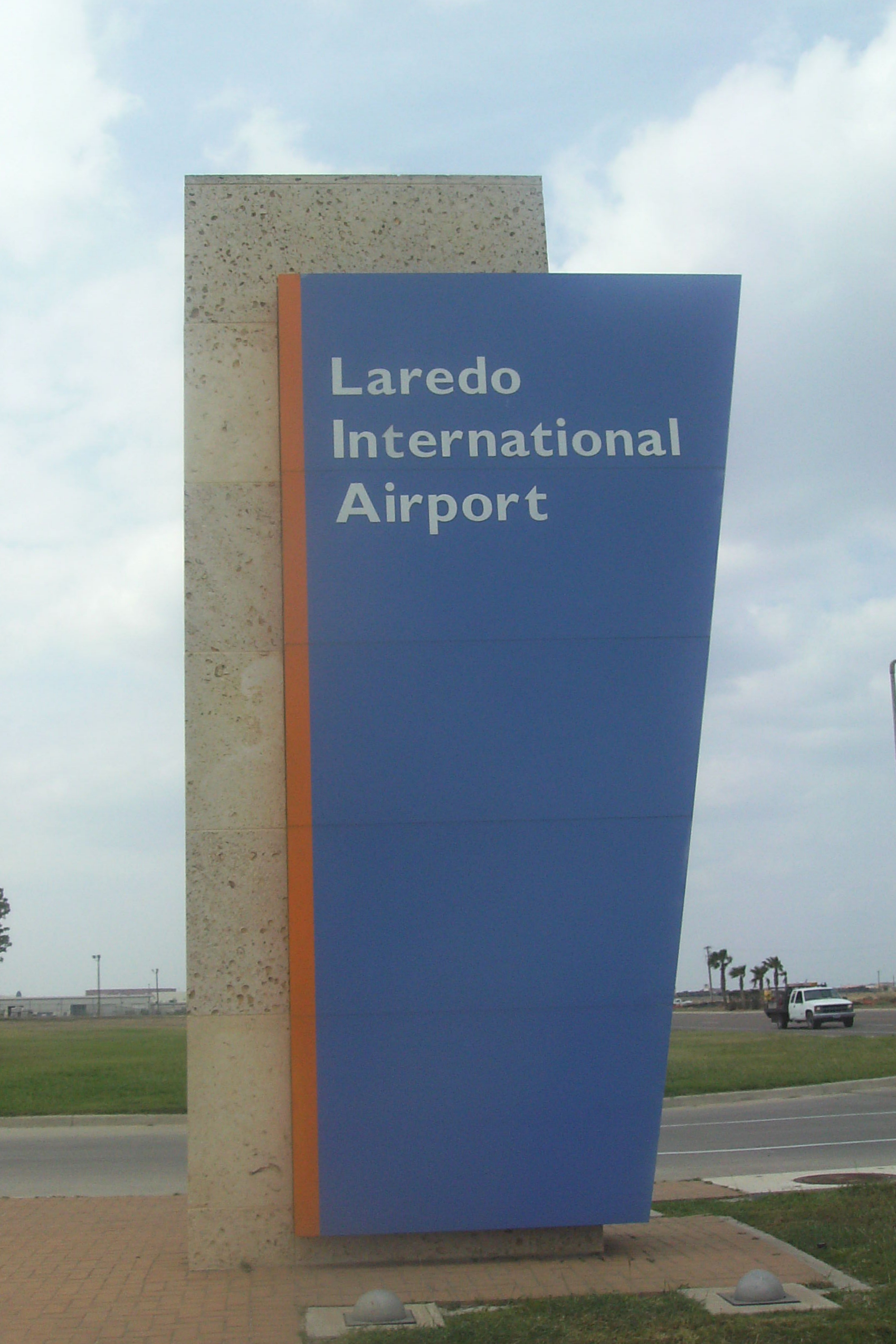
Entrada del Aeropuerto KLRD

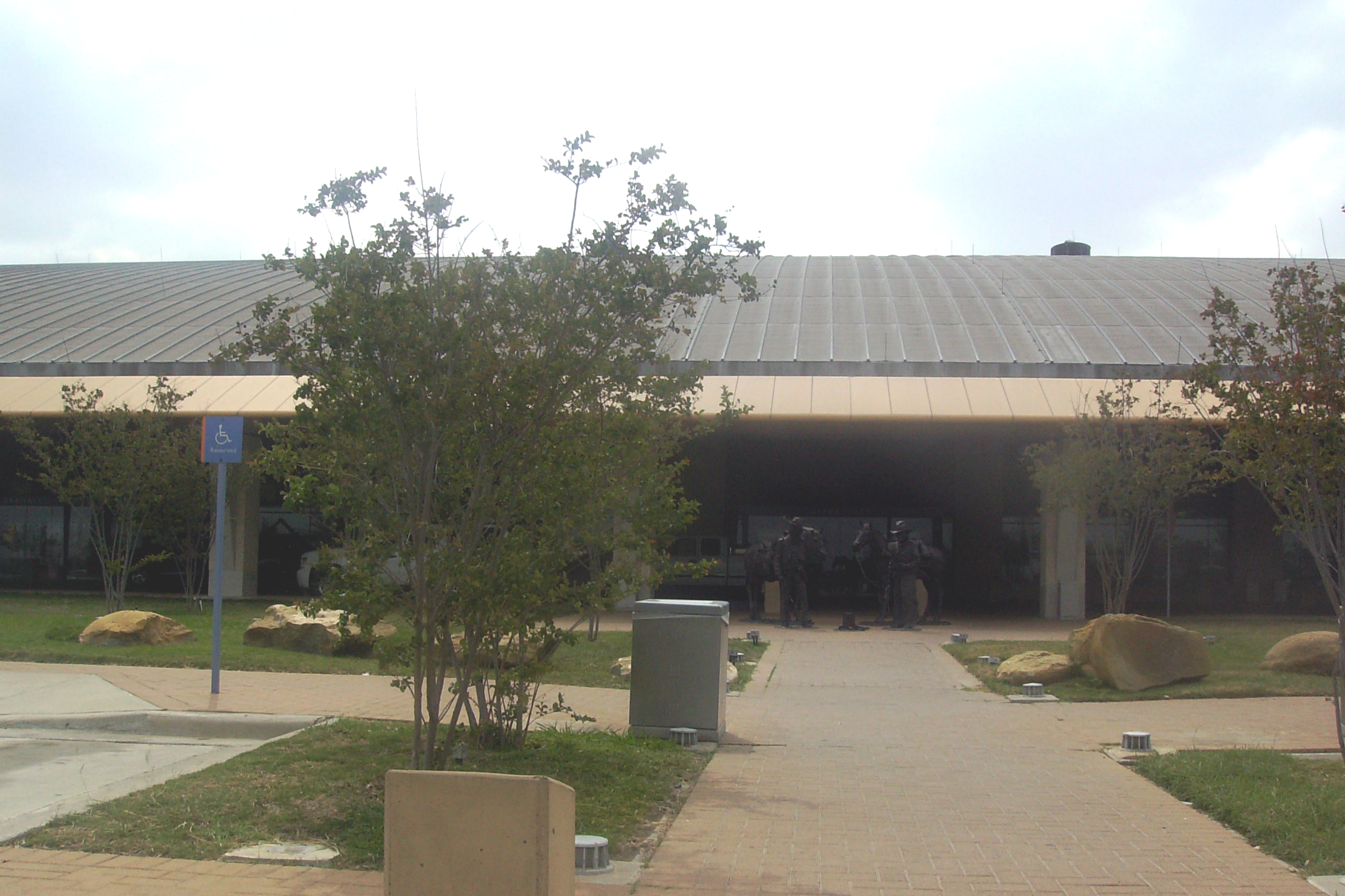
Entrada a la terminal de los pasajeros.

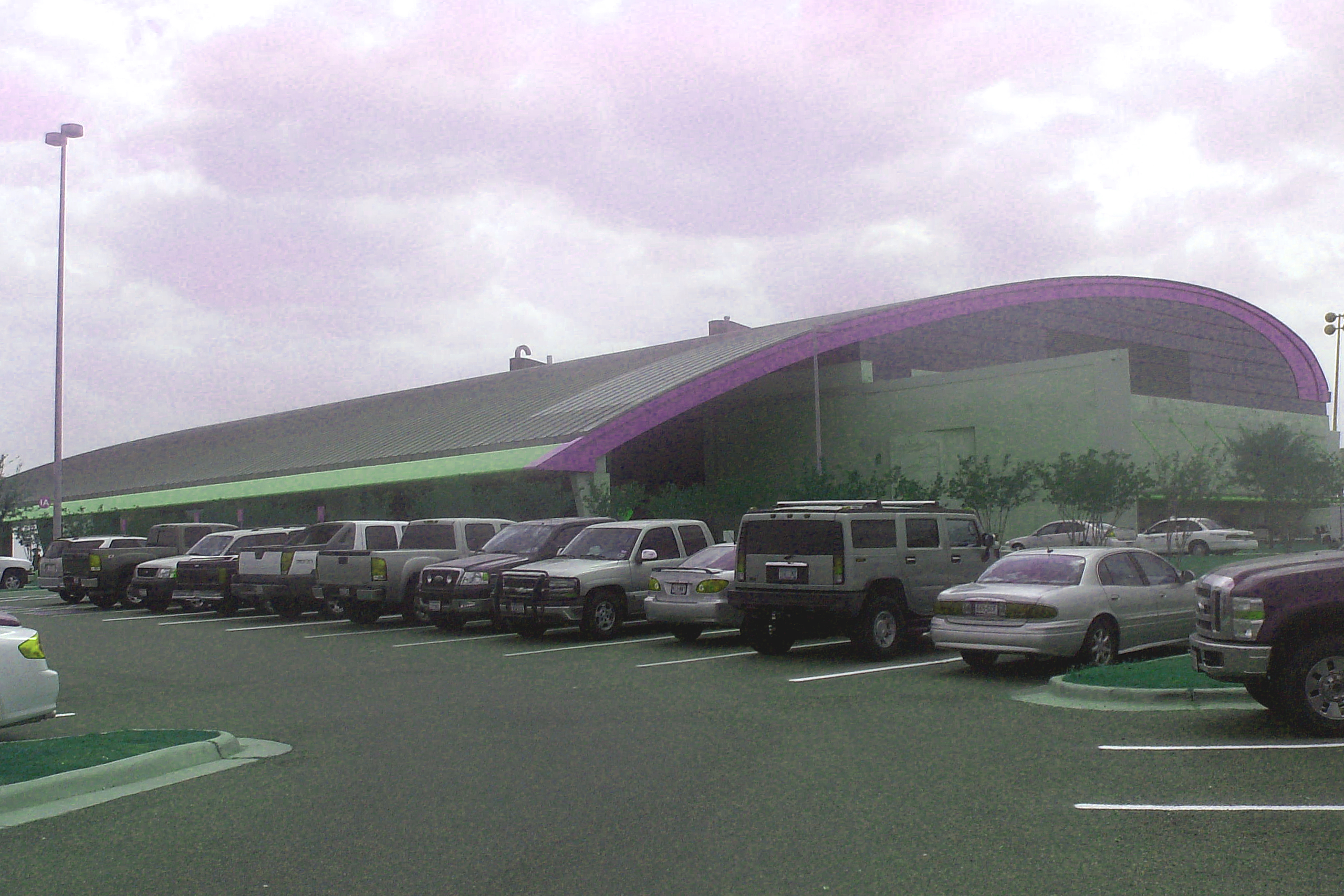
Terminal de pasajeros.

El Aeropuerto Internacional de Laredo (en inglés, Laredo International Airport) (IATA: LRD, OACI: KLRD, FAA LID: LRD) es un aeropuerto internacional localizado a 6 kilómetros al noroeste del Distrito financiero de Laredo, una ciudad del Condado de Webb en Texas, Estados Unidos. Se sitúa cerca de la Frontera entre Estados Unidos y México, al lado opuesto de Nuevo Laredo, Tamaulipas.
El aeropuerto es servido por cuatro líneas aéreas. En los doce meses que finalizaron en diciembre de 2011, LRD tuvo 101,780 pasajeros, una disminución del 9.54 por ciento respecto al mismo periodo del año anterior. En 2010, LRD ascendió a 419,323,814 libras de carga, un aumento del 58 por ciento con 2009.

## Historia
El Aeropuerto Internacional de Laredo es una antigua base aérea de las Fuerzas Aéreas del Ejército de los Estados Unidos. La base comenzó operaciones como instalación militar durante la Segunda Guerra Mundial, en noviembre de 1942. Tenía una regimiento y una escuela de artillería. La base fue desactivada a finales de 1945 y luego cedida a la ciudad de Laredo, que comenzó a usarla como aeropuerto local en 1950. La base fue reactivada y renombrada Base de la Fuerza Aérea de Laredo en abril de 1952 para proporcionar entrenamiento básico de vuelo a pilotos militares, incluyendo pilotos principiantes de 24 países. La base aérea aprovechó la disponibilidad de ganado en las inmediaciones de la ciudad como blancos para tiro de artillería aérea, para finalmente ser clausurada de manera definitiva en 1973 y cedida de nuevo a la ciudad que volvió a usarlo como Aeropuerto Internacional de Laredo.

## Instalaciones
El Aeropuerto Internacional de Laredo tiene una superficie de 727 hectáreas con una elevación de 155 metros (508 pies) por arriba del nivel del mar. Cuenta con tres pistas de aterrizaje:
- Pista 14/32: 5,928 x 150 pies (1,807 x 46 m), Superficie: Concreto
- Pista 17L/35R: 8,236 x 150 pies (2,510 x 46 m), Superficie: Concreto
- Pista de aterrizaje 17R/35L: 8,743 x 150 pies (2,665 x 46 m), Superficie: Asfalto

Para el período de 12 meses que terminó el 30 de septiembre de 2007, el aeropuerto tuvo 57,698 operaciones de aeronaves, un promedio de 158 por día: 48% de aviación general, el 28% militar, 18% taxi aéreo y el 7% de comercial regular. En ese momento había 41 aviones con base en este aeropuerto: el 37% de un solo motor, el 20% de multi-motor, el 32% jet y 12% helicóptero.
El Aeropuerto Internacional de Laredo posee una terminal de dos plantas. En la primera están situados los mostradores, las bandas de reclamo de equipaje, aduanas, una tienda de regalos, un restaurante y arrendadoras de autos. En la segunda planta se sitúan los controles de seguridad y las cuatro puertas de embarque con pasarelas de acceso a las aeronaves, estando las puertas 3 y 4 habilitadas para vuelos internacionales. La terminal cuenta con Internet WirelessWi-Fi gratuito. Este aeropuerto es utilizado a veces como aeropuerto alterno a los de Dallas-Fort Worth, Houston o San Antonio.

## Aerolíneas y destinos

### Pasajeros
| Aerolíneas     | Destinos                 |
| -------------- | ------------------------ |
| Aerus          | Monterrey                |
| Allegiant Air  | Las Vegas                |
| American Eagle | Dallas/Fort Worth        |
| United Express | Houston-Intercontinental |

### Carga
| Aerolíneas          | Destinos |
| ------------------- | --- |
| ABX Air             | Cincinnati |
| Aeronaves TSM       | Ciudad Juárez, El Paso, Gary, Greensboro, Greenville, Kansas City, Oakland, Puebla, Querétaro, Saltillo, Toledo |
| Ameristar Air Cargo | Houston-Intercontinental                                                                                        |
| FedEx Express       | Memphis, San Antonio                                                                                            |
| Martinaire          | San Antonio |
| UPS Airlines        | Louisville, San Antonio                                                                                         |

### Destinos nacionales
Se brinda servicio a 3 ciudades dentro del país a cargo de 3 aerolíneas.
| Dallas (DFW)    |   | • |   |   | 1 |
| Houston (IAH)   |   |   | • |   | 1 |
| Las Vegas (LAS) | • |   |   |   | 1 |
| Total           | 1 | 1 | 1 | 0 | 3 |

### Destinos internacionales
| Ciudades                              | Nombre del aeropuerto                 | Aerolíneas   |
| Norteamérica                          | Norteamérica                          | Norteamérica |
| ------------------------------------- | ------------------------------------- | ------------ |
| México (1 destino, 1 aerolínea)       |                                       |              |
| Monterrey                             | Aeropuerto Internacional de Monterrey | Aerus        |
| Total: 1 aerolínea, 1 destino, 1 país |                                       |              |

## Aeropuertos cercanos
Los aeropuertos más cercanos son:
- Aeropuerto Internacional Quetzalcóatl (16 km)
- Aeropuerto Internacional Piedras Negras (160 km)
- Aeropuerto Internacional de Corpus Christi (194 km)
- Aeropuerto Internacional de McAllen-Miller (194 km)
- Aeropuerto Internacional de Monterrey (207km)